# Peter Williams (motociclista)
Peter John Williams (Nottingham, 27 de agosto de 1939) es un expiloto de motociclismo británico, que disputó el Campeonato del Mundo de Motociclismo desde 1966 hasta 1973.

## Biografía
Su padre era Jack Williams, que dirigía el departamento de carreras Associated Motor Cycles (AMC). Peter se formó en ingeniería mecánica e introdujo a través de las carreras una innovación que es común en las motocicletas de carretera actuales, llantas de aleación, y fue uno de los primeros pioneros de los frenos de disco.
Comenzó su carrera en cortocircuitos en el Reino Unido en 1964 y ganó la clase de 250  cc de la carrera Thruxton 500 de 1964 con una AJS modelo 14 CSR junto a Tony Wood. Debutó en la TT Isla de Man en 1964 con una Norton En 1965 compitió en la modalidad Senior con la Dunstall Norton Dominator 500cc pero tuvo que abandonar por problemas de una rotura de biela del cilindro izquierdo cuando transitaba tercero pero obtuvo el tercer lugar en la Lightwear 250cc category riding an Orpin Greeves Silverstone.
Williams participó en algunas carreras seleccionadas del Mundial de 1966. También compitió regularmente en la TT de 1966, obteniendo un primer lugar y siete segundos lugares. Ganó la carrera North West 200 de 500cc de 500cc en Irlanda del Norte con la Matchless, y quedó segundo en la cilindrada de 250cc con una Greeves Silverstone
Su mejor temporada en el Mundial fue en 1967 cuando terminó en cuarto lugar del campeonato mundial de 500cc con la Matchless.
Tuvo una larga relación con el patrocinador Tom Arter, montando sus máquinas Arter-AJS (350cc) y Arter-Matchless (500cc) que luego se desarrollaron con carenados especiales más ligeros, frenos de disco y seis radios, ruedas de fundición sólida Elektron apodadas "ruedas de carro" y ruedas de artillerías por la prensa británica.
En 1969, Williams y Arter comenzaron un nuevo proyecto con un prototipo Weslake de dos cilindros y 500cc para reemplazar el modelo Matchless G50 que fue abandonado cuando el motor dejó de ser fiable.

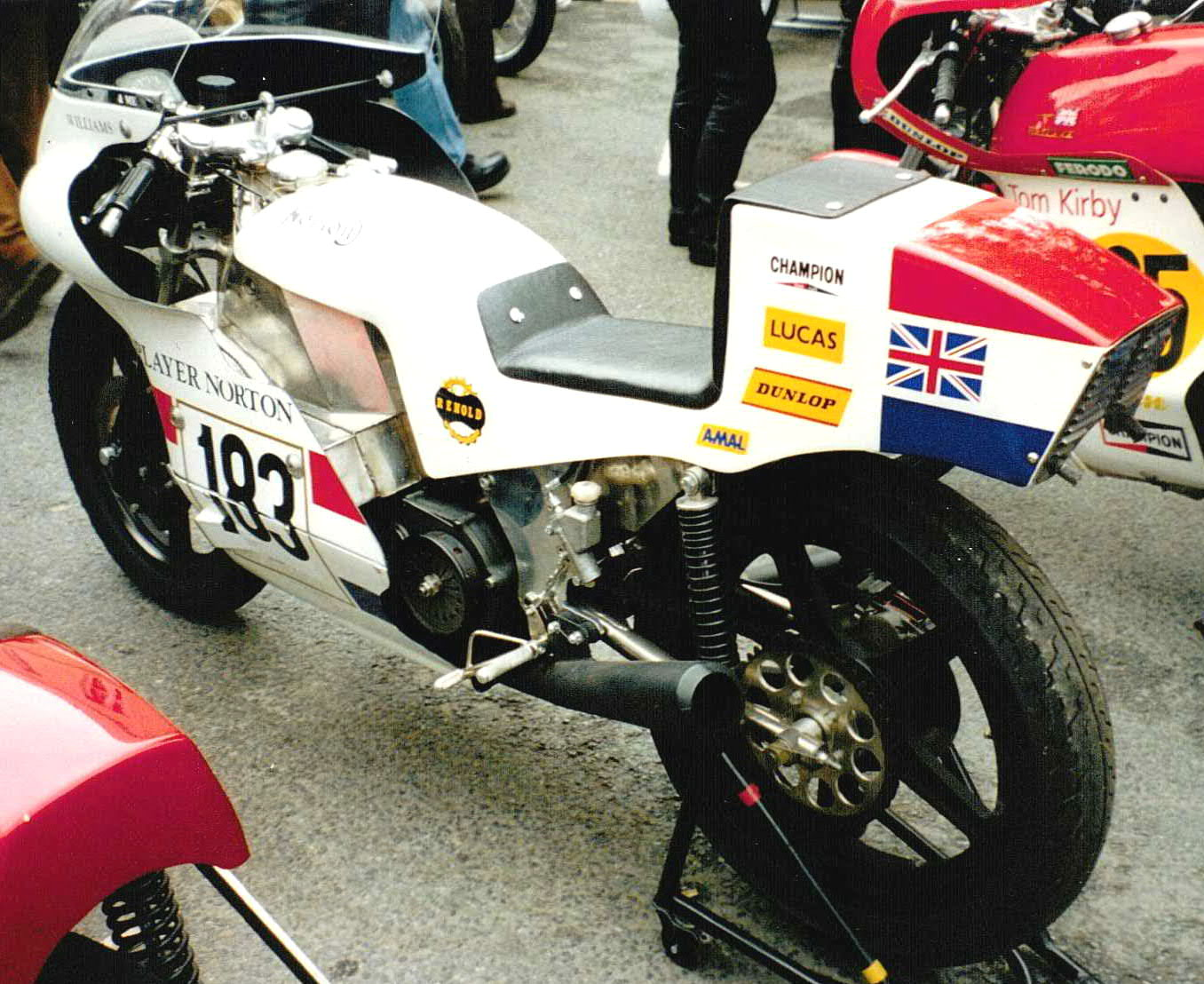
John Williams Norton 750 de 1973 de Peter Williams con marco semi-monocasco de acero inoxidable, exhibido en Castletown, Isla de Man en 1999

Empleado de Norton desde 1969, Williams participó en carreras de mayor capacidad con las Norton Commando. Se asoció con Charley Sanby para ganar la Thruxton 500 de 1969 y quedó en segundo lugar en la carrera de 750   cc de la categoría de Production de la TT en 1970.
Williams ganó su única carrera en el campeonato mundial en 1971 con la victorias en el Gran Premio de Úlster de 350cc, y también ganó la Isla de Man de F750 con una John Player Norton Special. La máquina se diseñó como un paquete integrado con un carenado tipo Peel que incorporaba ampollas en el manillar que ayudaban a reducir el coeficiente de arrastre a 0.39. Su carrera como piloto se vio truncada por las lesiones recibidas a causa de un accidente en el August Bank Holiday de 1974  en Oulton Park.

## Carrera después de su retirada
En la década de 1970, Williams dio conferencias en diferentes universidades. Proporcionó información sobre los problemas de ingeniería de competición con el presupuesto restringido Works Norton contra las motos multicilindros de Japón, destacando los pros y los contras del uso del motor Norton diseñado en la década de 1940. El eje del cigüeñal del gemelo paralelo de 360 grados se apoyaba en solo dos cojinetes principales y, a medida que se desarrolló más potencia del motor, se pudo medir una flexión notable utilizando un indicador de cuadrante colocado en el extremo del eje. A finales de la década de 1970, Williams dirigía un concesionario de motocicletas Kawasaki en Southampton.
Más recientemente, ha estado involucrado en el desarrollo de un monocasco de fibra de carbono diseñado para Superbikes en Lotus Cars y una moto de carreras eléctrica, la EV-0 RR, planeada para la carrera TTXGP Zero Emissions en la TT Isla de Man en junio de 2009. Tiene varias patentes relacionadas con el diseño del cuadro y el motor.

## Estadísticas

### Resultados en el Campeonato del Mundo de Motociclismo
Sistema de puntuación desde 1950 hasta 1968:
| Posición | 1.º | 2.º | 3.º | 4.º | 5.º | 6.º |
| Puntos   | 8   | 6   | 4   | 3   | 2   | 1   |

Sistema de puntuación desde 1969 hasta 1987:
| Posición | 1.º | 2.º | 3.º | 4.º | 5.º | 6.º | 7.º | 8.º | 9.º | 10.º |
| Puntos   | 15  | 12  | 10  | 8   | 6   | 5   | 4   | 3   | 2   | 1    |

(Carreras en cursiva indica vuelta rápida)
| Año  | Clase | Moto      | 1      | 2       | 3       | 4       | 5       | 6     | 7     | 8     | 9     | 10    | 11    | 12    | 13    | Pts | Pos  |
| ---- | ----- | --------- | ------ | ------- | ------- | ------- | ------- | ----- | ----- | ----- | ----- | ----- | ----- | ----- | ----- | --- | ---- |
| 1966 | 125cc | EMC       | ESP -  | GER -   |         | NED -   |         | DDR - | CZE - | FIN - | ULS - | IOM - | NAT 5 | JPN - |       | 2   | -    |
| 1966 | 350cc | AJS       |        | GER -   | FRA -   | NED -   | BEL -   |       | CZE - | FIN - | ULS 7 | IOM 2 | NAT - | JPN - |       | 6   | 11.º |
| 1966 | 500cc | Matchless |        | GER -   |         | NED -   | BEL 9   | DDR - | CZE - | FIN - | ULS 6 | IOM 7 | NAT 2 |       |       | 7   | 9.º  |
| 1967 | 350cc | AJS       | GER -  | IOM Ret | NED Ret |         | DDR -   | CZE - |       | ULS - | NAT - |       | JPN - |       |       | 0   | -    |
| 1967 | 500cc | Matchless | GER 2  | IOM 2   | NED 3   | BEL Ret | DDR -   | CZE - | FIN - | ULS - | NAT - | CAN - |       |       |       | 6   | 4.º  |
| 1968 | 350cc | AJS       | GER 10 |         | IOM 21  | NED 7   |         | DDR - | CZE - |       | ULS - | NAT 7 |       |       |       | 0   | –    |
| 1968 | 500cc | Matchless | GER 3  | ESP -   | IOM -   | NED 4   | BEL 7   | DDR 7 | CZE 5 | FIN - | ULS - | NAT 9 |       |       |       | 9   | 6.º  |
| 1969 | 500cc | Matchless | ESP -  | GER -   | FRA -   | IOM 2   | NED -   | BEL - | DDR - | CZE - | FIN - | ULS - | NAT - | YUG - |       | 12  | 18.º |
| 1970 | 350cc | AJS       | GER -  |         | YUG -   | IOM Ret | NED -   |       | DDR - | CZE - | FIN - | ULS - | NAT - | ESP - |       | 0   | -    |
| 1970 | 500cc | Matchless | GER -  | FRA -   | YUG -   | IOM 2   | NED 7   | BEL - | DDR - |       | FIN - | ULS 5 | NAT - | ESP - |       | 22  | 10.º |
| 1971 | 250cc | MZ        | AUT -  | GER -   | IOM Ret | NED -   |         | DDR - | CZE - | SWE - | FIN - | ULS 4 | NAT - | ESP - |       | 8   | 22.º |
| 1971 | 350cc | MZ        | AUT -  | GER -   | IOM -   | NED -   |         | DDR - | CZE - | SWE - | FIN - | ULS 1 | NAT - | ESP - |       | 15  | 15.º |
| 1971 | 500cc | Matchless | AUT -  | GER -   | IOM 2   | NED -   | BEL -   | DDR - |       | SWE - | FIN - | ULS - | NAT - | ESP - |       | 12  | 13.º |
| 1972 | 500cc | Matchless | GER -  | FRA -   | AUT -   | NAT -   | IOM Ret | YUG - | NED - | BEL - | DDR - | CZE - | SWE - | FIN - | ESP - | 0   | –    |
| 1973 | 500cc | Matchless | FRA -  | AUT -   | GER -   |         | IOM 2   | YUG - | NED - | BEL - | CZE - | SWE - | FIN - | ESP - |       | 12  | 15.º |